# Джайлс, Челси
Челси Джайлс (англ. Chelsie Giles, род. 25 января 1997, Ковентри, Западный Мидленд) — британская дзюдоистка, бронзовый призёр Олимпийских игр 2020 года, бронзовый призёр Европейских игр 2019 года, чемпионка Европы и призёр чемпионата мира.

## Биография
Челси Джайлз выступает в полулёгком весе в весовой категории до 52 килограммов. В 2015 году она заняла пятое место на чемпионате мира среди юниоров. В 2018 году заняла третье место на турнире Большого шлема в Абу-Даби.
В 2019 году на Европейских играх в Минске, в рамках которого проводился и чемпионат Европы, британская спортсменка уступила француженке Амандин Бюшар в четвертьфинале, но в утешительных поединках сумела добраться до бронзовой медали турнира. Два месяца спустя на чемпионате мира в Токио Джайлс дошла до четвертьфинала, где уступив японке Ута Абэ, заняла итоговое седьмое место. В октябре 2019 года Челси Джайлз снова стала третьей на турнире Большого шлема в Абу-Даби.
В 2021 году на турнире Большого шлема в Тель-Авиве Челси Джайлс вышла в финал и победила там израильтянку Гили Коэну. Через месяц она вышла в финал турнира Большого шлема в Тбилиси, где проиграла итальянке Одетте Джуффриде.
Во второй день соревнований на летних Олимпийских играх в Токио, в весовой категории до 52 кг, британка завоевала бронзовую медаль Олимпиады, в схватке за третье место победив спортсменку из Швейцарии Фабьен Кочер.